# عباس همایون
عباس همایون (زاده ۱۲۹۹ تهران) تهیه‌کننده سینما اهل ایران بوده است.

## تهیه‌کننده
- زن باکره (۱۳۵۲)
- تپلی (۱۳۵۱)
- تختخواب سه نفره (۱۳۵۱)
- خانواده سرکار غضنفر (۱۳۵۱)
- بدنام (۱۳۵۰)
- کاکو (۱۳۵۰)
- اسیر خشم (۱۳۴۹)
- رقاصه شهر (۱۳۴۹)
- آقا موچول (۱۳۴۵)
- افق روشن (۱۳۴۴)
- شانس بزرگ (۱۳۴۴)
- جاده مرگ (۱۳۴۲)
- لاله آتشین (۱۳۴۱)
- آینه تاکسی (۱۳۳۹)
- آسمون جل (۱۳۳۸)
- اینم یک جورشه (۱۳۳۸)
- تقدیر چنین بود (۱۳۳۳)

## فیلمبردار
- تقدیر چنین بود (۱۳۳۳)

## جشنواره‌ها
- برنده جایزه بهترین فیلم سوم (رقاصه شهر) در سومین دوره جشنواره فیلم سپاس تهران - ۱۳۴۹
- برنده جایزه بهترین فیلم (تپلی) در پنجمین دوره جشنواره فیلم سپاس تهران - ۱۳۵۱